# Petushkí

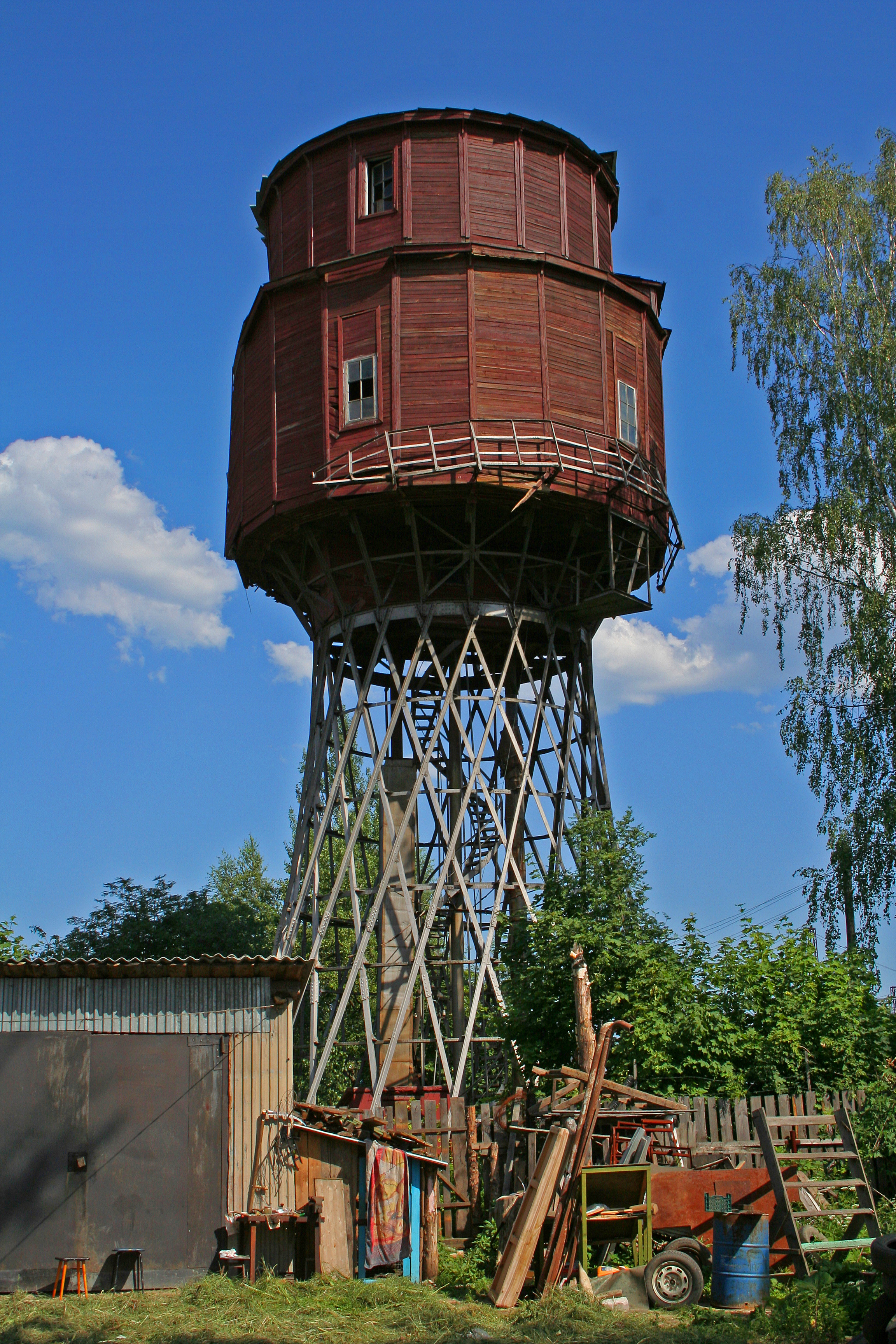
Depósito de agua hiperboloide diseñado por Vladímir Shújov.

Petushkí (del ruso: Петушки) es una ciudad del óblast de Vladímir, en Rusia, centro administrativo del raión homónimo. Se sitúa en la orilla izquierda del río Kliazma, 67 km al oeste de Vladímir y 120 km al este de Moscú. Contaba con 14.523 habitantes en 2010.

## Historia
La ciudad tiene su origen un pueblo conocido desde 1678, Starye Petushkí,  cerca del cual se desarrolló la estación de Petushkí, abierta en 1861 en la línea de ferrocarril Moscú-Vladímir. El nombre de la ciudad corresponde al plural de "gallo" en ruso, petuj, aunque su utilización en la denominación de la ciudad probablemente se origine en el apellido Petushkov. En 1926 recibió el grado de asentamiento de tipo urbano y en 1929 se convirtió en centro administrativo de un raión. La localidad se llamó Nóvye Petushkí hasta el 11 de noviembre de 1965, ese año recibe su estatus de ciudad y su nombre actual.

## Demografía
| 1959   | 1970   | 1979   | 1989   | 1996   | 2002   | 2008   |
| ------ | ------ | ------ | ------ | ------ | ------ | ------ |
| 11 500 | 12 900 | 17 600 | 20 144 | 19 300 | 16 482 | 14 862 |

## Cultura y lugares de interés

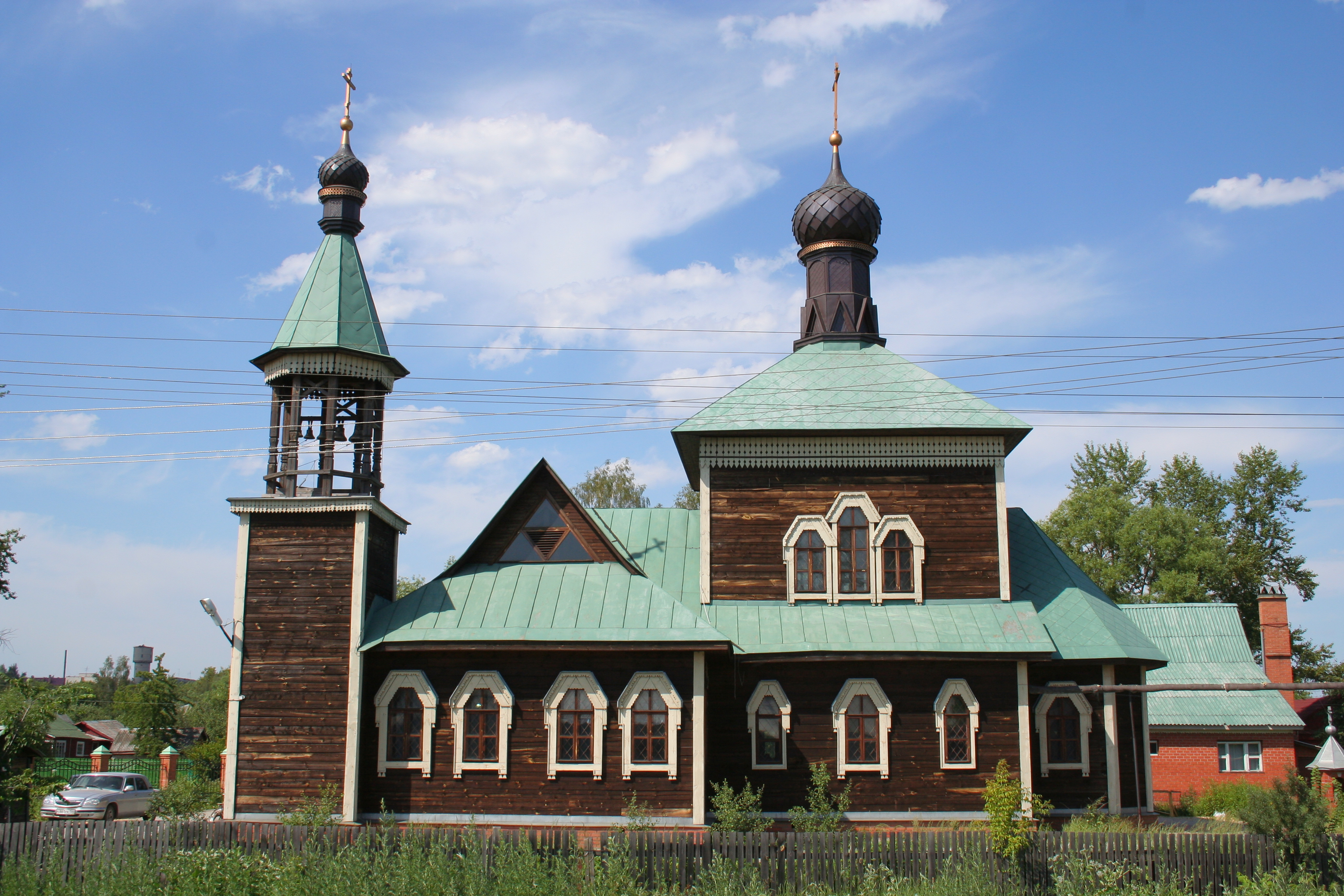
Iglesia del obispo Afanasi de Kovrov.

En Petushkí cabe destacar la iglesia de la Ascensión de la Virgen de 1910 (en ruso: Свято-Успенская церковь; Sviato-Uspenskaya tserkov), en estilo modernista. La torre de agua de la estación de ferrocarril es una de las ocho construcciones hiperboloides de Vladímir Shújov conservadas en Rusia.
La ciudad cuenta desde 1997 con un museo local así como un Museo de los gallos (Musei Petucha) dedicado principalmente a las representaciones artísticas de gallos en la pintura y el arte folclórico.
En el año 2000 se comenzó la construcción de la iglesia de madera en homenaje al obispo Afanasi de Kovrov, que pasó sus últimos años de vida en Petushkí. El templo fue consagrado el 26 de octubre de 2002.
Cerca de Petushkí se encuentran las antiguas fincas de la familia noble Voronzov-Dashkov, del siglo XVIII, y del terrateniente Karpova, del XIX.
Petushkí ganó en fama cuando apareció en 1970 la obra de culto samizdat de Venedikt Yeroféyev El viaje a Petsuhkí (Moscú-Petushkí) que habla del viaje de un bebedor con una Elektrichka de Moscú a Petushkí, mostrando de paso la realidad soviética con humor sarcástico en tonos sombríos y Petushkí puede ser considerado un símbolo de una jerarquía provincial perdida.

## Economía y transporte

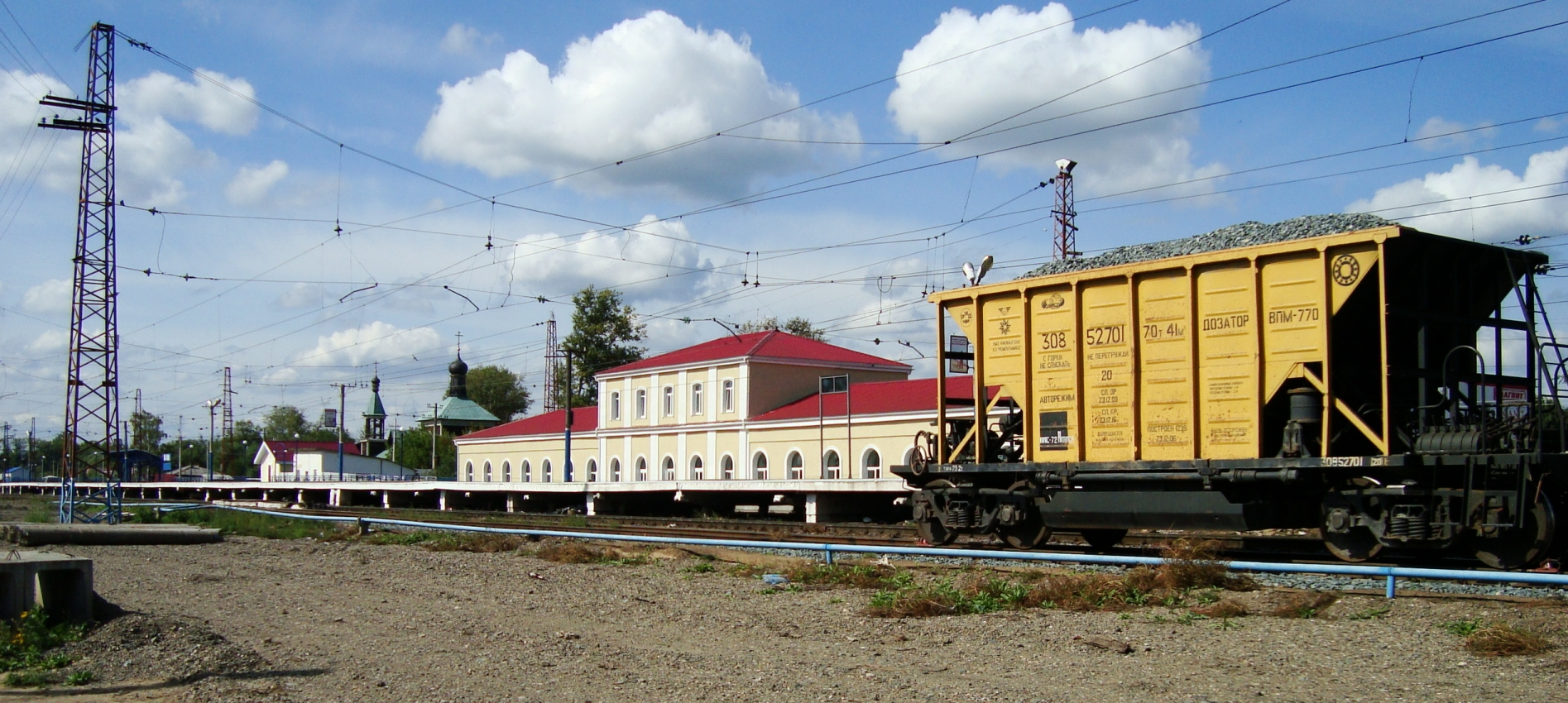
Estación de ferrocarril de Petushkí.

En Petushkí hay una fábrica electrotécnica (medición) y una textil así como empresas dedicadas al procesado de la madera, a la industria alimentaria (fábrica de chocolate de la compañía Stollwerck Rus y a la de los materiales de construcción.
La ciudad se encuentra en la línea de ferrocarril Moscú-Nizhni Nóvgorod (kilómetro 126) por la que pasan una gran parte de los trenes del ferrocarril Transiberiano en su viaje al oeste desde Moscú. Petushkí es terminal de la mayoría de los trenes suburbanos de Moscú hacia Vladímir.
Asimismo, por Petushkí pasa la carretera principal M7, Moscú-Nizhni Nóvgorod-Kazán-Ufá (parte de la E22).